# Simon Episcopius
Simon Episcopius właśc. Simon Bisschop (ur. 8 stycznia 1583 w Amsterdamie, zm. 9 kwietnia 1643 tamże) – niderlandzki pastor i teolog, jeden z głównych przywódców liberalnego kalwinizmu, który po Synodzie w Dort doprowadził do powstania i konsolidacji Kościoła remonstranckiego. 

## Pochodzenie i pierwsze lata pracy pastorskiej
Urodził się w Amsterdamie w rodzinie kalwińskich uchodźców religijnych z Południa Niderlandów. W 1600 rozpoczął studia teologiczne na Uniwersytecie w Lejdzie, gdzie zwrócił na siebie uwagę Jakuba Arminiusza, którego stał się uczniem i zwolennikiem. Studia ukończył w 1606 roku, ale pod wpływem Franciszka Gomarusa lokalna classis Holenderskiego Kościoła Reformowanego nabrała podejrzeń co do jego teologicznej ortodoksji i zwlekano w jego ordynacją na pastora. W tym czasie Episcopius kontynuował naukę hebrajskiego na Uniwersytecie we Franeker pod opieką Johannesa Drusiusa.
W 1610 został wreszcie mianowany pastorem w Bleiswijk i od razu dał się poznać jako zwolennik remonstrantów. W 1611 roku obok Johannesa Uyttenbogaerta (1557-1644) był ich reprezentantem podczas dyskusji religijnej przed Stanami Holandii. W 1612 roku ku wściekłości ortodoksyjnych kalwinistów został następcą Gomarusa, co doprowadziło do stałych niepokoi na lejdyjskim uniwersytecie. Jego nominację zaatakował kalwiński duchowny Festus Hommius w pracy Specimen controversiarum Belgicarum (1618).
Podczas Synodu w Dort (1618-1619) został wybrany przez remonstrantów jako ich przedstawiciel i rzecznik. Jego mowę wygłoszoną w obronie swoich teologicznych sprzymierzeńców obserwatorzy „chwalili za umiarkowanie ale nie za zwięzłość.” Jego próba by pozwolić na otwartą dyskusję na synodzie została odrzucona i razem z innymi deputowanymi remonstranckimi został usunięty z obrad. Końcowe ustalenia Synodu usuwały jego i innych duchownych remonstranckich z parafii i urzędów oraz skazywały na wygnanie.

## Przywódca remonstrantów na emigracji i po powrocie do kraju
Jeszcze we wrześniu 1619 zwołano synod remonstrancki do Antwerpii, wówczas pod panowaniem katolickiej Hiszpanii, gdzie nakazano przygotować własne wyznanie wiary, jako odpowiedź na kanony z Dort. Rola ta przypadła Episcopusowi, który ją przygotował i po zaakceptowaniu wydał w 1621 roku jako Confessio sive declaratio sententiæ pastorum qui Remonstrantes vocantur. Po zakończeniu synodu przebywał głównie w Paryżu, we Francji, skąd próbował organizować kościół remonstrancki. Kategorycznie odrzucał próby nawrócenia go na katolicyzm.
W 1626 roku po śmierci rok wcześniej Maurycego Orańskiego, pozwolono mu wrócić do Niderlandów, gdzie władzę objął sprzyjający im teologicznie stadhouder Fryderyk Henryk Orański. W 1630 roku Episcopius stanął na czele tworzącej się parafii remonstranckiej w Rotterdamie, który stał się ich głównym ośrodkiem w Niderlandach. W 1634 roku został rektorem nowo utworzonego seminarium remonstranckiego w Amsterdamie, gdzie nauczał do śmierci. Jego następcą był Étienne de Courcelles.

## Teologia
Episcopius jest uważany za teologa, który podłożył podwaliny pod nauczanie kościoła remonstranckiego, często zajmując nieco inne stanowisko niż sam Jakub Arminius. Episcopius odrzucał protestancki scholastycyzm oraz przywiązanie do dogmatów i sztywne przywiązanie do protestanckich wyznań wiary. Jego zdaniem chrześcijaństwo sprowadzało się nie do poznania i intelektualnej zgody na określone tezy, ale przyjęcie tej części nauczania, która spowoduje w człowieku przemianę duszy i życia.
Choć starał się zachować teologiczny dystans do braci polskich, z którymi utrzymywał bardzo dobre kontakty, jego elastyczność teologiczna oraz zdecydowane odrzucenie kalwińskiej predestynacji i rozumienia sensu śmierci Chrystusa na krzyżu, sprawiły, że podejrzewano go i zarzucano mu (bezpodstawnie) bycie ukrytym socynianinem.

## Rodzina
W zawartym w 1630 roku małżeństwie z Marią Pesser (zm. 1641) wdową po remonstranckim pastorze Henryku Nielliusie, nie miał potomstwa. Wnukiem jego brata i kontynuatorem jego myśli i działalności w Kościele remonstranckim był Filip van Limborch (1633-1712).

## Ważniejsze dzieła
- Disputatio theologica de autoritate S. Scripturæ. Lugduni Batavorum: Ex officina Ioannis Patij. (1612)
- Antidotum continens pressiorum declarationem ... sententiae quae in Synodo Nationali Dordracena asserta est et stabilita Herder-vviici: ex officina typographi Synodalis. (1620)
- Acta et scripta Synodalia Dordracena ministrorum remonstrantium in foederato Belgio. Herder-vviici: ex officina typographi Synodalis. (1620)
- Belijdenisse ofte verklaringhe van 't ghevoelen der leeraren, die in de gheunieerde Neder-landen Remonstranten worden ghenaemt, over de voornaemste articulen der christelijcke religie (1621) - Remonstranckie Wyznanie Wiary po niderlandzku
- Confessio declaratio sententiae pastorum gui in foederato Beiglo Remonstrantes vocantur super praecipuis artscuf is religionis Christianae. s. l.: s. l. (1622) – Remonstranckie Wyznanie Wiary po łacinie
- Apologia Pro Confessione Sive Declaratione Sententiae eorum, Qui in Foederato Belgio vocantur Remonstrantes, super praecipuis Articulis Religionis Christianae Contra Censvram Quatuor Professorum Leidensium (1629)
- Vedelivs Rhapsodvs, sive Vindiciae Doctrinæ Remonstrantium a criminationibus & calumnijs Nicolai Vedelii ... : quas Rhapsodiarum in morem congessit & inscripsit arcana Arminianismi. Hardervici: Ex Officina Typographorum Remonstrantium. (1633)
- Paraphrasis et observationes in caput VIII, IX, X & XI epistolæ S. Pauli ad Romanos (in Latin). Amstelædami: Excudit Petrus Walschaert. (1644)
- Episcopius, Simon; de Courcelles, Étienne; van Limborch, Philippus M. Simonis Episcopii S.S. theologiae in Academia Leydensi quondam professoris Opera theologica : Quorum catalogum versa pagina exhibet. 2 volumes. Amstelædami: Ex typographeio Ioannis Blaev. (1650)
- M. Simonis Episcopii institutiones theologicae, privatis lectionibus Amstelodami traditae (in Latin). Amstelaedami: Ex typographico Ioannis Blaeu. (1650)